# Paraproporus rubescens
Paraproporus rubescens är en plattmaskart som beskrevs av Westblad 1945. Paraproporus rubescens ingår i släktet Paraproporus och familjen Actinoposthiidae. Inga underarter finns listade i Catalogue of Life.